# Karlele
Karlele ist eine osttimoresische Siedlung im Suco Soro (Verwaltungsamt Ainaro, Gemeinde Ainaro).

## Geographie und Einrichtungen
Das Dorf Karlele liegt im Süden der Aldeia Terlora in einer Meereshöhe von 747 m. Im Süden schließt sich das Dorf Orema im Suco Suro-Craic an. Eine Straße verbindet Karlele weiter nach Süden mit dem Dorf Nó-Ulo (Suco Suro-Craic) und nach Norden mit Soro, dem Hauptort des Sucos Soro. Östlich von Karlele befindet sich der Suro-lau, der mit 1261 m höchste Berg des Sucos.
In Karlele befinden eine Grundschule.